# Buprorus nordgaardi
Buprorus nordgaardi är en kräftdjursart som beskrevs av Georg Ossian Sars 1921. Buprorus nordgaardi ingår i släktet Buprorus, och familjen Buproridae. Arten har ej påträffats i Sverige.